# Juliat
Le Juliat est un cours d’eau côtier du sud-ouest de la France. Il arrose une seule commune, Chenac-Saint-Seurin-d’Uzet, dans le département de la Charente-Maritime et la région Nouvelle-Aquitaine. 

## Géographie
Long de deux kilomètres, ce modeste ruisseau prend sa source près de Chenac-sur-Gironde, au niveau de la Font-Garnier, à 8 m d'altitude, traverse le bourg de Saint-Seurin-d'Uzet et se jette dans l’estuaire de la Gironde au niveau du port de Saint-Seurin. Il se jetait autrefois au fond d'une petite baie aujourd'hui envasée (jusque dans les années 1950, la Gironde arrivait presque jusqu'à l'église de Saint-Seurin-d'Uzet), qui accueille aujourd'hui une roselière, important sanctuaire ornithologique. 

### Communes et cantons traversés
Il ne traverse qu’une seule commune, Chenac-Saint-Seurin-d’Uzet, dans le canton de Saintonge Estuaire et l’arrondissement de Saintes.

### Bassin versant
Le Juliat traverse une seule zone hydrographique, « Les côtiers du Barcédille (inclus) à l’étier de Maubert » (S021) de 106 km2 de superficie. Ce bassin versant est constitué à 91,99 % de « territoires agricoles », 3,86 % de « forêts et territoires semi-naturels », 2,26 % de « zones humides », 1,28 % de « territoires artificialisés » et 0,33 % de « surfaces en eau ».

## Affluent
Le ruisseau de Juliat a un seul affluent référencé sans nom. Son rang de Strahler est donc de deux.